# 잡초들의 봄
"잡초들의 봄"은 한국에서 제작된 문여송 감독의 1989년 영화이다. 장동휘 등이 주연으로 출연하였고 문여송 등이 제작에 참여하였다.

## 출연

### 주연
- 장동휘
- 박노식

## 기타
- 조명: 이헌우
- 녹음: 유창국